# Долинський сільський округ
Доли́нський сільський округ (каз. Долина ауылдық округі, рос. Долинский сельский округ) — адміністративна одиниця у складі Теректинського району Західноказахстанської області Казахстану. Адміністративний центр — село Долинне.
Населення — 1628 осіб (2021; 2101 у 2009, 3073 у 1999, 3955 у 1989).
Станом на 1989 рік існували Долинська сільська рада (села Аксай, Долинне, Жанаталап) та Тонкеріська сільська рада (села Алебастрово, Тонкеріс, Ферма 3, Шоптиколь). 2011 року було ліквідовано села Аксай та Жанаталап Долинського сільського округу та село Алебастрово Тонкеріського сільського округу. 2013 року було ліквідовано Тонкеріський сільський округ та передано до складу Долинського сільського округу.

## Склад
До складу округу входять такі населені пункти:
| Населений пункт   | Старі назви                 | Населення, осіб (1989) | Населення, осіб (1999) | Населення, осіб (2009) | Населення, осіб (2021) |
| ----------------- | --------------------------- | ---------------------- | ---------------------- | ---------------------- | ---------------------- |
| Аксай, село       | -                           | 217                    | 163                    | 2                      | -                      |
| Алебастрово, село | -                           | 39                     | 16                     | 12                     | -                      |
| Долинне, село     | -                           | 1093                   | 999                    | 935                    | 900                    |
| Жанаталап, село   | Жана-Талап                  | 218                    | 152                    | 3                      | -                      |
| Кониссай, село    | Ферма №3 совхоза Долинський | 287                    | 260                    | 151                    | 90                     |
| Тонкеріс, село    | -                           | 1424                   | 951                    | 656                    | 431                    |
| Шоптикуль, село   | Шоптиколь                   | 677                    | 532                    | 342                    | 207                    |